# Росси, Энрико (политик)
Энрико Росси (итал. Enrico Rossi; род. 25 августа 1958, Бьентина) — итальянский политик, губернатор Тосканы (2010—2020).

## Биография
Выходец из рабочей семьи, в 1982 году окончил Пизанский университет, где изучал философию. В 1985 году вступил в Итальянскую коммунистическую партию. Некоторое время работал журналистом в местной газете «Il Tirreno», но в 1985 году был назначен асессором и вице-мэром Понтедеры, а с 1990 по 1999 год являлся мэром этого города. Наиболее известным достижением Росси этого периода стало предотвращение переезда компании Piaggio из Понтедеры в Кампанию (он возглавил рабочих, заблокировавших в знак протеста железную дорогу). С 2000 по 2010 год являлся асессором по здравоохранению в администрации региона Тоскана.
В 2010 году возглавил на региональных выборах в Тоскане левоцентристскую коалицию в составе Демократической партии, Италии ценностей, Левые экология свобода и Федерации левых, которая одержала убедительную победу с результатом 59,7 % над основным соперником — правоцентристской коалицией Народа свободы и Лиги Севера во главе с Моникой Фаенци (34,44 %).
В 2015 году вновь добился успеха на региональных выборах. На этот раз Росси поддерживали только Демократическая партия и предвыборный список Popolo toscano — Riformisti 2020 (Тосканский народ — реформисты 2020), но он смог заручиться поддержкой 48,02 % избирателей, в то время как основной соперник — Клаудио Борги от Лиги Севера в союзе с партией Братья Италии — Национальный альянс — только 20,02 %.
25 февраля 2017 года вместе с Роберто Сперанца вошёл в число инициаторов движения Articolo 1 — Movimento Democratico e Progressista (Статья 1 — Демократическое и прогрессивное движение) с целью проведения в жизнь левой альтернативы политическому курсу лидера Демократической партии и премьер-министра Маттео Ренци. Впоследствии движение откололось от ДП в качестве самостоятельной левой партии под названием Первая статья.
1 июня 2019 года публично объявил о возвращении в ряды ДП, признав решение о выходе ошибкой.
20-21 сентября 2020 года состоялись очередные региональные выборы, на которых Росси не выставил свою кандидатуру, а победу в Тоскане одержала возглавляемая Эудженио Джани левоцентристская коалиция на основе Демократической партии с участием в числе прочих и партии Италия Вива.
8 октября 2020 года на церемонии в Палаццо Строцци Сакрати во Флоренции официально передал полномочия губернатора Джани.

## Труды
- Viaggio in Toscana, Roma, Donzelli Editore, 2014. ISBN 9788868430719.
- Rivoluzione Socialista, a cura di Peppino Caldarola, Roma, Castelvecchi, 2016. ISBN 9788869446481.
- L’Italia Centrata, a cura di, Roma, Quodlibet, 2016. ISBN 9788874628636.
- Rivoluzione Socialista, a cura di Peppino Caldarola, nuova edizione, Roma, Castelvecchi, 2017. ISBN 9788832820294.
- Partigiani della Memoria, Firenze, Regione Toscana, 2018.
- Non basta dire Europa, a cura di Antonio Pollio Salimbeni, Roma, Castelvecchi, 2019. ISBN 9788832826159.
- Prima le persone. Contro il decreto Salvini, Enrico Rossi e Giovanni Maria Flick, a cura di Pasquale Terracciano, Roma, Castelvecchi, 2019. ISBN 9788832826715